# 다카세역 (가가와현)
다카세역(일본어: 高瀬駅 타카세에키[*])은 일본 가가와현 미토요시에 있는 시코쿠 여객철도 요산선의 역이다. 역 번호는 Y16이며, 섬식 승강장 1면 2선의 구조를 지닌 지상역이다.

## 타는 곳
| 1 | ■ 요산 선 | (하행) | 간온지 · 이요사이조 · 마쓰야마 방면        | (대부분의 열차) |
| 2 | ■ 요산 선 | (상행) | 다쿠마 · 다도쓰 · 다카마쓰 · 오카야마 방면 | (대부분의 열차) |

## 이용 현황
| 연도     | 하루 평균 승차 인원 |
| 2008년도 | 897명               |
| 2009년도 | 810명               |
| -------- | ------------------- |

## 역 주변
- 국도 제11호선
- 미토요 시청
- 미토요 시립 다카세 도서관
- 세토나이 단기 대학
- 햐쿠주시 은행 다카세 지점
- 가가와 현 신용금고 다카세 지점
- 미토요 광역행정조합 기타 소방서

## 역사
- 1913년 12월 20일 : 가미타카세역(일본어: 上高瀬駅)으로서 개업.
- 1959년 10월 1일 : 다카세역으로 개칭.
- 1987년 4월 1일 : 민영화에 따라, 시코쿠 여객철도로 이관.

## 인접정차역
| 시코쿠 여객철도 요산선  | 시코쿠 여객철도 요산선 | 시코쿠 여객철도 요산선      |
| ----------------------- | ---------------------- | --------------------------- |
| Y 15 미노 다카마쓰 방면 | 요산 선                | 히지다이 Y 17 마쓰야마 방면 |